# 百強
百強（葡萄牙語：Fortes Pakeong Sequeira），是一名澳門藝術家，生於一個華人和土生葡人聯姻的家庭，畢業於澳門理工學院藝術學校設計系，主修平面設計。現為一名職業平面設計師、自由插畫家、攝影師和澳門全藝社副會長。他亦是金屬樂隊「刃记」的主音歌手，曾在澳門、中國大陸和東南亞等地區演出及舉辦多場個人展覽。